# Prowincja Hamburg
Prowincja Hamburg (niem. Gau Hamburg) - prowincja (Gau) III Rzeszy od 1933 do 1945 roku w niemieckim mieście Hamburg. Wcześniej, od 1925 do 1933 roku, była regionalnym poddziałem partii nazistowskiej w tym rejonie.

## Historia
System (nazistowskich) prowincji został pierwotnie ustanowiony na konferencji partyjnej 22 maja 1926 r. w celu usprawnienia administracji strukturą partyjną. Od 1933 r., po przejęciu władzy przez nazistów, (nazistowskie) prowincje coraz częściej zastępowały niemieckie kraje związkowe jako jednostki administracyjne w Niemczech.
Na czele każdej (nazistowskiej) prowincji stał Gauleiter, stanowisko, które stawało się coraz bardziej wpływowe, zwłaszcza po wybuchu II wojny światowej, z niewielką ingerencją z góry. Lokalni Gauleiterzy często zajmowali stanowiska rządowe, jak i partyjne i byli odpowiedzialni między innymi za propagandę i nadzór, a od września 1944 r. także za Volkssturm i obronę prowincji.
Na początku, od 1925 do 1929 roku, stanowisko Gauleitera w Hamburgu zajmowali Josef Klant, Albert Krebs i Hinrich Lohse, zanim przejął je Karl Kaufmann i sprawował je od 1929 do 1945 roku. Klant, pierwotny Gauleiter Hamburga, piastował to stanowisko tylko przez krótki czas, zrezygnował i zmarł w 1927 roku. Lohse, który był Gauleiterem Prowincji Szlezwik-Holsztyn od 1926 do 1945 roku, był również od 1941 roku odpowiedzialny za Komisariat Rzeszy Wschód, gdzie odpowiadał za wdrażanie nazistowskiej polityki germanizacyjnej zbudowanej na fundamentach Generalnego Planu Wschodniego: zabicie niemal wszystkich Żydów, Romów i komunistów oraz uciskanie lokalnej ludności były jego nieuniknionymi konsekwencjami. Został skazany na dziesięć lat więzienia w 1948 r., ale zwolniony w 1951 r., po odrzuceniu wniosku o ekstradycję przez Związek Radziecki, i zmarł w 1964 r. Krebs, Gauleiter w latach 1926–1928, został wydalony z partii nazistowskiej przez Hitlera w 1932 r. i po wojnie opublikował swoją autobiografię, w której krytycznie oceniał styl przywództwa Hitlera. Kaufmann, najdłużej urzędujący gauleiter Hamburga, spędził czas w więzieniu po wojnie, ale został zwolniony z powodu kontuzji. Kultywował mit „dobrego Gauleitera”, twierdząc, że uratował Hamburg przed dalszym zniszczeniem, poddając go aliantom w ostatnich dniach wojny, ale to zostało obalone. Próbował również przedstawić Hamburg jako miasto liberalne w epoce nazistowskiej, wbrew faktowi, że był pierwszym Gauleiterem, który poprosił i otrzymał pozwolenie na deportację ludności żydowskiej po nalotach alianckich na miasto we wrześniu 1941 r. Zmarł w Hamburgu w 1969 r.
Obóz koncentracyjny Neuengamme znajdował się w Prowincji Hamburg. Spośród 106 000 więźniów wysłanych do obozu zginęło 55 000.

## Podział administracyjny
Prowincja Hamburg dzieliła się na 6 okręgów:
- Altona
- Bergedorf
- Eimsbüttel
- Hamburg-Mitte
- Harburg
- Wandsbek